# 2002년 6월
| 2002년: 1월 · 2월 · 3월 · 4월 · 5월 · 6월 · 7월 · 8월 · 9월 · 10월 · 11월 · 12월 |

| <          | 2002년 6월 | 2002년 6월  | 2002년 6월 | 2002년 6월 | 2002년 6월 | >           |
| 일         | 월         | 화          | 수         | 목         | 금         | 토          |
|            |            |             |            |            |            | 1 4.21 경자 |
| 2 22 신축  | 3 23 임인  | 4 24 계묘   | 5 25 갑진  | 6 26 을사  | 7 27 병오  | 8 28 정미   |
| 9 29 무신  | 10 30 기유 | 11 5.1 경술 | 12 2 신해  | 13 3 임자  | 14 4 계축  | 15 5 갑인   |
| 16 6 을묘  | 17 7 병진  | 18 8 정사   | 19 9 무오  | 20 10 기미 | 21 11 경신 | 22 12 신유  |
| 23 13 임술 | 24 14 계해 | 25 15 갑자  | 26 16 을축 | 27 17 병인 | 28 18 정묘 | 29 19 무진  |
| 30 20 기사 |            |             |            |            |            |             |

| 편집하기 |

## 2002년6월 30일
- 2002년 한일 월드컵: 브라질이 독일을 2-0으로 꺾고 우승했다. 이로써 브라질은 월드컵 5회 우승이라는 기록을 세웠다.

## 2002년6월 29일
- 대한민국이 2002년 한일 월드컵 3-4위전에서 터키에 2:3으로 패배하며 4위를 차지한다.
- 서해 해상에서 서해교전이 발생하여, 남측에서 6명이 사망하고 18명이 부상당하였다.

## 2002년6월 25일
- 대한민국이 2002년 FIFA 월드컵 4강전에서 독일에 0:1로 패하며 3-4위전으로 밀려났다.

## 2002년6월 22일
- 대한민국이 2002년 FIFA 월드컵 8강전에서 스페인을 승부차기 끝에 3:5로 격파했다.

## 2002년6월 18일
- 대한민국이 2002년 FIFA 월드컵 16강전에서 이탈리아를 후반 43분에 설기현의 동점골과 연장 후반 안정환의 골든골로 2:1로 격파했다.

## 2002년6월 14일
- 대한민국이 2002년 FIFA 월드컵 D조 최종전에서 후반 25분에 터진 박지성의 결승골로 포르투갈을 1:0으로 이기며 D조 1위를 차지해 월드컵 출전 48년 만에 처음으로 16강에 진출한다. (미국은 폴란드에 1:3으로 패배했지만 대한민국이 포르투갈을 1:0으로 이기면서 D조 2위로 16강에 진출한다.)

## 2002년6월 13일
- 여중생 장갑차 압사 사건이 일어나다.
- 제3회 지방선거가 실시되다.

## 2002년6월 12일
- 아르헨티나가 2002년 FIFA 월드컵에서 스웨덴과 비겨 1승 1무 1패(2득점, 2실점) F조 3위로 1970년 지역예선 탈락 이후 처음으로 16강이 좌절되다.

## 2002년6월 11일
- 1998년 FIFA 월드컵 우승국 프랑스가 2002년 FIFA 월드컵에서 덴마크에 패해 1무 2패(무득점, 3실점)로 탈락하다.

## 2002년6월 10일
- 러시아에서 자국 대표팀이 일본에 0-1로 패하자 일부 팬들이 난동을 일으켜 1명이 사망하였다.

## 2002년6월 4일
- 대한민국이 2002년 FIFA 월드컵 D조 첫 경기에서 황선홍의 선제골과 유상철의 추가골로 폴란드에 2:0으로 승리하여, FIFA 월드컵에 출전한지 48년 만에 첫 승을 거두다.